# Anne Fausto-Sterling
Anne Fausto-Sterling, née le 30 juillet 1944, est professeure de biologie et d'études de genre à l'université Brown (États-Unis).

## Biographie
Anne Fausto-Sterling travaille principalement dans le domaine de la sexologie et a beaucoup écrit sur les questions de la biologie du genre, de l'identité sexuelle, de l'identité de genre, et de l'attribution sociale de rôles prédéterminés par le sexe (voir l'article sur les études de genre).
Elle a écrit deux livres destinés au grand public. La seconde édition du premier de ces livres, Myths of Gender, a été publié en 1992.
Son deuxième livre, destiné au grand public mais aussi aux scientifiques, est Sexing the Body, Corps en tous genres en français. Il a été publié aux États-Unis en 2000 et traduit en français en 2012. Elle a précisé que, dans celui-ci, son objectif était de « convaincre les lecteurs de la nécessité de produire des théories qui prennent largement en compte la diversité humaine et qui intègrent les possibilités analytiques du biologique et du social dans une analyse systématique du développement humain ». Dans ce livre, elle estime à 1,7 % la proportion de personnes intersexes dans la population.
Dans un article intitulé « The Five Sexes » (« Les Cinq sexes » ), Anne Fausto-Sterling a formulé une expérience de pensée où elle propose un modèle alternatif du genre en définissant cinq « sexes » : mâle, femelle, « merm », « ferm », et « herm ». Elle dit elle-même, à propos de cet article : « J'avais l'intention de provoquer, mais j'écrivais aussi sur un mode franchement ironique » (« I had intended to be provocative, but I had also written with tongue firmly in cheek »). Cette expérience de pensée fut interprétée par certains comme une proposition sérieuse ou même comme une théorie ; certaines personnes intersexes ont vu dans cet article d'Anne Fausto-Sterling un texte fondateur, et une caution intellectuelle à leur activisme. Pour d'autres, ces théories étaient fausses, prêtaient à confusion et ne contribuaient nullement aux intérêts des personnes intersexes ; dans un texte ultérieur (« The Five Sexes, Revisited », « Les Cinq sexes revisités ») elle a pris en compte leurs griefs.

### Vie privée
Anne Fausto-Sterling s'est mariée le 26 septembre 2004 à Truro, Massachusetts, avec Paula Vogel, professeure de l'université Yale et dramaturge, lauréate du prix Pulitzer en 1998 pour sa pièce How I Learned to Drive.

## Réception
Selon un compte rendu de lecture de Sexing the Body publié dans le journal Trends in Endocrinology and Metabolism, le livre est « une brillante perspective interdisciplinaire sur la sexualité » et fournit « une référence inestimable pour le grand public et une ressource stimulante pour les discussions académiques ». La recension par Marc Breedlove (en) du même ouvrage pour le New England Journal of Medicine est élogieuse: « Dans ce livre fascinant, qui se lit comme un Best Seller, Anne Fausto-Sterling décrit les difficultés que notre société rencontre lorsqu'une personne n'entre pas dans l'une des catégories  "homme hétérosexuel" ou "femme hétérosexuelle" » . 
Néanmoins, le concept de « continuum sexuel » a été contesté : les pédiatres de l'American College of Pediatricians, regroupant des professionnels de la santé de tendance conservatrice aux États-Unis, considèrent que les cas de « troubles du développement sexuel » sont « tous des écarts médicalement identifiables par rapport à la norme sexuelle binaire humaine ».  Alex Byrne, professeur de philosophie au MIT estime que les faits biologiques revendiqués par Anne Fausto-Sterling « sont loin d'être établis ».
Le nombre de personnes intersexes dépend de la façon dont on définit les contours de l'intersexuation. Selon la philosophe Carrie Hull, qui a critiqué les méthodes de collecte et d'interprétation des données d'Anne Fausto-Sterling, l'estimation se situe à 0,37 % de la population. Leonard Sax restreint la définition de l'intersexuation aux cas où le sexe chromosomique n'est pas cohérent avec le sexe phénotypique, ou dans lesquels le phénotype ne peut être classé ni comme mâle ni comme femelle, et estime à 0,018 % la part de personnes intersexuées dans la population.

## Principales publications

### Ouvrages
- (en) Fausto-Sterling, Anne, Myths of gender : Biological theories about women and men, New York, BasicBooks, 1992, 2e éd., 320 p., poche (ISBN 978-0-465-04792-5, LCCN 92053170)
- (en) Fausto-Sterling, Anne, Sexing the Body : Gender Politics and the Construction of Sexuality, New York, Basic Books, 2000, 1re éd., 496 p., poche (ISBN 978-0-465-07714-4, LCCN 00703212). (fr) Traduction française: Fausto-Sterling, Anne, (trad.) Bonis, Oristelle, Bouillot, Françoise, Corps en tous genres : la dualité des sexes à l'épreuve de la science, Paris, La Découverte, coll. « SH / Genre & Sexualité », octobre 2012, 1re éd., 400 p., 155 * 240 mm (ISBN 978-2-7071-6910-5, BNF 42781938, LCCN 00703212)
- Fausto-Sterling, Anne, (trad.) Boterf, Anne-Emmanuelle, Les cinq sexes : Pourquoi mâle et femelle ne suffisent pas, Paris, Payot, coll. « Petite Bibliothèque Payot no 917 », avril 2013, 1re éd., 96 p. (ISBN 9782228908856)
- (en) Anne Fausto-Sterling, Sex/gender : biology in a social world, Routledge, 2012 (ISBN 978-0-415-88145-6, 0-415-88145-5 et 978-0-415-88146-3, OCLC 671700623, lire en ligne)

### Articles
- (en) A. Fausto-Sterling, « The Five Sexes: Why male and female are not enough », The Sciences, no May/April 1993,‎ 1993, p. 20–24 (lire en ligne)
- (en) A. Fausto-Sterling, « The Five Sexes, Revisited », Sciences (New York), vol. 40, no 4,‎ 2000, p. 18–23 (PMID 12569934, lire en ligne)
- (en) M. Blackless, A. Charuvastra, A. Derryck, A. Fausto-Sterling, K. Lauzanne, E. Lee, « How Sexually Dismorphic Are We? Review and Synthesis », American Journal of Human Biology, no 12,‎ 2000, p. 151-166 (lire en ligne)
- (en) Lundy Braun, Anne Fausto-Sterling, Duana Fullwiley, Evelynn M. Hammonds, Alondra Nelson, William Quivers, Susan M. Reverby, Alexandra E. Shields, « Racial Categories in Medical Practice: How Useful Are They? », Public Library of Science Medicine, vol. 4, no 9,‎ 2007 (PMID 17896853, lire en ligne)